# 1847 (numero)
Milleottocentoquarantasette (1847) è il numero naturale dopo il 1846 e prima del 1848.

## Proprietà matematiche
- È un numero dispari.
- È un numero primo e un numero primo forte.
  - È un numero primo di Chen.
- È un numero difettivo.
- È un numero omirp.
- È un numero felice.
- È un numero palindromo nel sistema posizionale a base 5 (24342) e nel sistema numerico esadecimale.
- È un numero ondulante nel sistema esadecimale.
- È un numero congruente.
- È un numero nontotiente in quanto dispari e diverso da 1.
- È un numero intero privo di quadrati.
- È un numero malvagio.
- È parte della terna pitagorica (1847, 1705704, 1705705).

## Astronomia
- 1847 Stobbe è un asteroide della fascia principale del sistema solare

## Astronautica
- Cosmos 1847 è un satellite artificiale russo.